# エスパイ
『エスパイ』は、日本のSF作家・小松左京のSF小説。また、その映画化作品。超能力者を主人公としたスパイ・アクションである。

## 概要
1964年（昭和39年）から『週刊漫画サンデー』にて連載された。エスパイとは、「エスパー・スパイ」つまり超能力をもったスパイを意味する、本作品における造語である。主人公で物語の語り手・田村良夫らエスパイたちは、超能力者によって構成された世界平和の維持を目的とする秘密組織「エスパイ国際機構」に所属している。
ソ連首相暗殺で世界を混乱に陥れようとする陰謀に対し、それを防ぐべくエスパイたちが活躍するが、敵組織もまた超能力者で構成されていた。かくして、戦いは超能力合戦となる。その「敵」も、外宇宙の知的生命体、しかも精神だけの存在に指導されていたことが、ラストシーンで判明する。田村によれば、エスパイ国際機構は世界平和の危機を何度も未然に人知れず防ぎ続けており、ケネディ大統領暗殺事件は間に合わなかった数少ない事例だという。
なお、エスパイの個々は他人が持っていても自分に発現していない能力は使えない。
小松左京らしい、意図的に通俗小説として書かれたSF作品である。過剰とも思えるお色気シーンは、映画版のオーディオ・コメンタリーによると「同時期に連載されていた山田風太郎のエロチックな忍法帖ものに負けないように」との編集者からの要請に応えたものであるという。しかし、濃密なテーマ性は他の小松長編に劣るものではない。発表時よりも若干の近未来を舞台にしながらも国際情勢分析は当時のものを踏襲しており、ソ連首相が善玉で、悪役は西側のタカ派軍人やナチス残党が演じる配置やアラブ系や左派テロリストが登場しないことも、時代の気分を反映している。

## 映画
1974年（昭和49年）、東宝映像製作のSF特撮映画。カラー、シネマスコープ。併映作は山口百恵の初主演作品『伊豆の踊子』。
「超能力＝愛」をテーマとして、東欧の国バルトニアの首相の来日をめぐり、首相暗殺による世界情勢の悪化を企むオルロフら逆エスパイとの戦いを描くSFスパイアクション。
映画化にあたり、登場人物や設定が変更されている。原作の田村と恋に落ちるイタリア支部員マリア・トスティに相当するのはマリア原田であり、法条が、田村の上司であるエスパイ機構日本支部長・宮﨑に相当する。新米エスパイの三木次郎は原作に登場しないオリジナルキャラクターである。また、ウルロフは原作では宇宙人という設定であるが、「超能力集団同士の対決」という物語の単純化のために変更された。田中文雄は原作のラストにおける宇宙船へのテレポーテーションのシーンも撮影したがり、ポスターにもアポロ宇宙船が描かれたが、田中友幸が絶対に認めずカットされた。個々の超能力の設定にも、田中友幸による細かい制約があった。
音楽は平尾昌晃と京建輔の連名となっているが、平尾は主題歌・挿入歌の作曲が主で、劇伴の多くは京が担当した。

### 出演者
- 田村良夫[出典 7]：藤岡弘
- マリア原田[出典 7]：由美かおる
- 三木次郎[出典 7]：草刈正雄
- サラバット[10][22][16][注釈 6]：岡田英次
- 寺岡[出典 8]：睦五郎
- 巽五郎[出典 9]：内田勝正
- ジュリエッタ[出典 10]：高村ルナ
- ボール[出典 8]：山谷初男
- ゴドノフ[出典 11]：ジミー・ショウ
- P・B[出典 11]：アンドリュー・ヒューズ
- バルトニア首相[出典 12]：スティーブ・グリーン
- アブドウラ[出典 12]：ウィリー・ドーシー
- 逆エスパイA[出典 12]：ロルフ・イェッサー[22][4]（ロルフ・ジェサップ[10]）
- 逆エスパイC[出典 12]：フランツ・グルーバー
- 政府要人[10][4]：伊藤光一
- 記者[10][注釈 7]：勝部義夫
- 警備員[10][注釈 8]：細井利雄
- 警備員[10][注釈 9]：守田比呂也
- ジャパン・アクション・クラブ
- 大野剣友会
- 法条[出典 7]：加山雄三
- ウルロフ[出典 7]：若山富三郎（特別出演）

#### ノンクレジット（出演者）
- 警備員：加藤茂雄[10]
- カメラマン：今井和雄[10]
- 男：光秋次郎[10]
- 逆エスパイB：ゲルマル・ライナー[10][22]
- 逆エスパイD：バート・ヨハンソン[10][22]
- 国連調停委員：ロジャー・ウッド[10][22]、アネスト・ハーネス[10][22]
- バルトニア首相秘書：デュケネ[22]
- バルトニア護衛官：ギンター・グレイブ[22]
- 機長：ロバート・ダンハム[10][22]
- 特別機副機長：ヘンリー[22]
- 三木の少年時代：ジュリー・クラブ[22]
- ジュディ：ケリー・バンシス[22]

### スタッフ
参照
- 製作：東宝映像株式会社
- 製作：田中友幸、田中文雄
- 原作：小松左京（早川書房刊「エスパイ」）
- 脚本：小川英
- 撮影：上田正治、原一民
- 美術：村木忍
- 録音：伴利也
- 照明：森本正邦
- スチール：中尾孝
- 音楽：平尾昌晃、京建輔
- 監督助手：西川常三郎
- 編集：池田美千子
- 効果：東宝効果集団
- 整音：東宝録音センター
- 製作担当者：篠田啓助
- 特殊技術
  - 撮影：富岡素敬
  - 照明：大口良雄
  - 合成：三瓶一信
  - 作画：塚田猛昭
  - 光学撮影：宮西武史
  - 操演：小川昭二
  - 特殊効果：渡辺忠昭
  - 監督助手：田淵吉男
- 技斗：渡辺高光、高橋一俊
- 特技監督[注釈 10]：中野昭慶
- 協力監督：大森健次郎
- 監督：福田純

#### ノンクレジット（スタッフ）
- 監督助手・助監督・演出助手：小林俊一[10]、吉田一夫[10]、浅田英一[10]
- 撮影助手：柿沼勝[10]、山岸一[10]、江口憲一[10]、山口季幸[10]
- 美術（特撮）：青木利郎[10]

### 主題歌
- 主題歌「愛こそすべて」
- 挿入歌「見知らぬ国へ」
  - 歌唱：尾崎紀世彦
  - 作詞：山口洋子、作曲：平尾昌晃、編曲：京建輔

※主題歌と挿入歌を収録したシングルは、1974年11月25日に日本フォノグラムから発売。規格品番はFS-1810。

### 制作経緯
東宝は1966年には本作品の映画化権を獲得しており、同年の作品一覧に脚本・監督未定で掲載され、1967年には監督：福田純、脚本：小川英、出演：三橋達也・佐藤允・浜美枝・若林映子での製作が発表されたが、出演が決定していた若林が東宝との契約を更新せずフリーになったことなどにより、製作中止となった。その後、1974年にはユリ・ゲラーの来日に端を発する超能力ブームが起こり、これに乗じる形で企画が復活して製作に至った。
脚本は、同時期に企画されていた『透明人間対火焔人間』に参加していた東映の掛札昌裕が執筆したが、5回もの書き直しによって封切りに間に合わなくなりそうだったため、中西隆三や監督の福田が手直ししたものを小川がまとめる形になった。

### 撮影
製作期間は約1か月で、ヨーロッパ国際特急やイスタンブールのシーンは、大森健次郎らB班によって約1週間の現地ロケが行なわれたほか、ウルロフ邸の外観は大倉山記念館で撮影された。バルトニア首相邸は八ヶ岳高原ヒュッテが用いられた。
超能力を映像化するということもあり、試行錯誤をしながらの撮影となった。監督の福田も、原作を刊行時に読んでいたが、「（予算が圧倒的に安い）日本映画では映像化は難しいだろう」という感想を持ったという。田中友幸は、超能力を徹底的にリアルな描写にすることを心がけていたといい、忍者映画にはしたくなかったと述べている。
オーラの表現には最新のエレクトロニクスが用いられており、実際の炎も用いつつ、それ以外の素材も合わせて表現している。
飛行機が蛇行するシーンでは、2台のクレーンを用いてミニチュアを操演するだけでなく、山のセットを10人ほどのスタッフが担いで動かしている。
クライマックスの国際会議場のシーンは、撮影所で最大の第8・第9ステージにセットを組み、シャンデリアが落下するシーンを特撮班が、落下の瞬間に人々が逃げまとうシーンを本編班がそれぞれ撮影し、フィルムをつないでいる。田村がテレポーテーションで国際会議場に現れるシーンは、さまざまな視覚効果が試みられたがうまくいかず、フィルムのつなぎで表現した。社長の松岡功もこの描写には満足していたが、虎ノ門ホールでの試写会では会場が笑いでざわつくなど不評を買い、原作者の小松も「もう少し何とかならなかったんだろうか…」と不満を持っていた。
後年の対談で、小松はカメラワークは気に入っていたといい、スパイ物スリラーとして制作したのが正解であったと評しているが、田中は原作の面白さを活かしきれなかったと述懐している。

### 配役
マリア役の由美かおるの出演は、原作者の小松の希望もあり、スタッフ内でも最初から決まっていたという。由美は前年主演した『同棲時代－今日子と次郎－』での、振り向いた姿を撮影したオールヌードのポスターが大きな反響を呼び、話題作の出演が続き、映画関係者の中には「由美かおるの時代が来るのではないか」と言う者もいた。本作でも全編に亘って体の線を強調する薄手の衣装を纏い、敵方に催眠剤を注射されて、艶っぽいダンスを披露した後、敵の黒人にシュミーズを剥ぎ取られ、豊満な美乳が飛び出すシーンがある。
一方、田村役はなかなか決まらず、いろいろなアイデアが出された。また、若山富三郎の起用は田中友幸の提案で、メイキャップや演技を若山自身が考えてきての撮影だったが、芝居のテンポが遅く、周りの芝居をテンポアップしながらの撮影だったという。

### 評価
前年の東宝の正月興行が『日本沈没』で、配収では15億円を挙げるメガヒットだったため、山口百恵の初主演作『伊豆の踊子』との2本で8億円は、大きく減らす結果となったが、まずまず妥当と評された。1975年の正月興行は『大地震』や『エアポート'75』『007/黄金銃を持つ男』などの洋画大作が目白押しで、同じ東宝洋画系で公開された『エマニエル夫人』が大きな話題を呼び、先の由美のヌードもあまり話題に挙がらなかった。『映画年鑑 1976年版』には「一応の評価を受けたもののやや期待を下回った」と書かれている。 

### サウンドトラック
- 『東宝映画サントラコレクション リミテッド・エディション 東宝特撮チャンピオンまつり』（2010年9月15日、バップ）[36]
  - 5枚組 Disk5に収録。

### 映像ソフト
- VHS 品番 TG4536S[25]
- LD（1997年12月21日、東宝ビデオ）[37]
- DVD
  - 『エスパイ』（2004年9月25日、東宝）
  - 『エスパイ』【期間限定プライス版】（2013年8月2日、東宝）
  - 『エスパイ』【東宝DVD名作セレクション】（2015年8月19日、東宝）

### 海外版
1975年に94分の英語版が製作され、『E.S.P./SPY』の題でユナイテッド・プロダクションズ・オブ・アメリカがテレビ映画として番組販売したほか、映像ソフト化された。1994年にはパラマウント・ホーム・メディア・ディストリビューションによる86分の映像ソフトが発売された

### 漫画
『月刊少年チャンピオン』1975年1月号の「劇画ロードショー」枠に土山しげるによるコミカライズ版が掲載された。